# ابنة مطيعة (رواية)
ابنة مطيعة (بالإنجليزية: A Dutiful Daughter)‏ هي رواية للكاتب الأسترالي توماس كينيلي، نشرت عام 1971، لأول مرة عن دار نشر أنغوس آند روبرتسون في أستراليا.